# Staurastrum curvirostrum
Staurastrum curvirostrum là một loài Song tinh tảo trong họ Desmidiaceae, thuộc chi Staurastrum.